# Atlético Onubense
El Atlético Onubense es el filial del Real Club Recreativo de Huelva, actualmente juega en el Grupo X de la Tercera Federación. Está dentro del conjunto de filiales que posee el club, entre los que destacan el Recreativo Juvenil A (División de Honor), Recreativo juvenil "B" (Liga Nacional), Recreativo Cadete "A" (Primera Andaluza), Recreativo Cadete "B" (Primera Provincial), Recreativo Infantil "A" (Primera Andaluza), Recreativo Infantil "B" (Primera Provincial), Recreativo Alevín "A" (Primera Provincial), Recreativo Alevín "B" (Segunda Provincial) y Recreativo benjamín (Primera Provincial).

## Historia
Durante parte del último lustro de los años 1960 se denominaba Atlético Onubense y pasó a la historia por ser uno de los mejores filiales del fútbol español por ese entonces[cita requerida] jugando tan bien al fútbol que incluso llegó a quitarle protagonismo al primer equipo. Su indumentaria era completamente blanca con una franja en diagonal azul.
En los años 1970 pasó a llamarse Atlético de Huelva y este no destacó tanto pero si atraía a bastante público. Cambió su color y esta vez vestía pantalones y medias blancas y en la camiseta franjas horizontales en rojo y blanco.
En 2017 vuelve a cambiar su nombre al de Atlético Onubense.

## Ciudad Deportiva
La Ciudad Deportiva Decano del Fútbol Español son unas instalaciones deportivas situadas en el Polígono Agroalimentario de Huelva. Habitualmente alberga los partidos de todas las categorías inferiores del Real Club Recreativo de Huelva. Sus instalaciones también son utilizadas por el primer equipo albiazul para entrenamiento.
Las instalaciones disponen de todo lo necesario para la actividad diaria del Club, cafetería, restaurante, sala de prensa, oficinas, vestuarios, Gimnasio. Las mismas constan de cuatro campos de juegos, dos de césped natural y otros dos de césped sintético.

## Equipo técnico y entrenadores
El actual equipo técnico del Club lo componen:
- Entrenador:  José Carlos Santana Rodríguez "Kuiki".
- Segundo Entrenador:  Miguel Ángel Fernández Macías.
- Delegado:  José Manuel Díaz Lema.
- Preparador Físico:  José Delgado.
- Fisioterapeuta:  Francisco Lazo Tenorio.
- Cantera:  Antonio Segovia.
- Adjunto Cantera: Raúl Molina Alcocer.

## Palmarés
- División de Honor Andaluza: (1) 2023/24
- Primera División de Andalucía: (2) 2007/08, 2015/16